# 唐人街探偵 東京MISSION
『唐人街探偵 東京MISSION』（とうじんがいたんてい とうきょうミッション、中国語原題：唐人街探案3）は、2021年の中国映画である。別邦題『僕はチャイナタウンの名探偵3』。チェン・スーチェン（陳思誠）監督、ワン・バオチャン（王宝強）、リウ・ハオラン（劉昊然）主演の『唐人街探偵（中国語原題：唐人街探案）』シリーズの第3作目である。
本作は日本を舞台としており、日本からは妻夫木聡、三浦友和、長澤まさみ、浅野忠信、鈴木保奈美、奥田瑛二、六平直政、染谷将太など、香港からはアンディ・ラウ、タイからはトニー・ジャーなど、アジア各国の有名俳優が多数出演している。

## あらすじ
中国警察学校の学生チン・フォンは、自称「探偵」だが実は「何でも屋」の叔父タン・レンとともに、タイ・バンコク、アメリカ・ニューヨークの中華街で難事件を次々と解決してきた。しかし、日本にはさらに困難な密室殺人事件が待ち受けていた。
チン・フォンとタン・レンは前作で出会った日本の探偵・野田 昊（のだ・ひろし）から事件解決への協力を依頼されたため、中国に帰国せずにアメリカ・ニューヨークから直接、日本・東京に向かった。タイからは、推理アプリ「CRIMASTER」の世界ランキング9位の探偵ジャック・ジャーも来日、事件の解決に参戦する。
日本のヤクザ・黒龍会の組長・渡辺 勝と、タイのマフィア・東南アジア商会の会長・スーチャーウェイは、日本のニューチャイナタウンの開発利権を巡り、東京の居水堂（きょすいどう）で対談を行っていた。居水堂は水上に位置し、そこに至る通路は一本しかない。さらに、渡辺とスーチャーウェイの対談中、黒龍会と東南アジア商会の関係者は全員、居水堂の外に出ており、入り口には鍵がかけられていた。
対談時に睡眠薬入りのお茶を飲んで気を失った渡辺が目を覚ますと、そこには割れたガラスの衝立が散乱し、ガラス片で刺されたスーチャーウェイの死体があった。渡辺はこの密室殺人事件の容疑者として逮捕されたが、身に覚えのない冤罪だったため、この事件の解決を野田たちに依頼したのである。
しかし、今度は重要参考人であるスーチャーウェイの秘書・小林杏奈が誘拐され、謎の人物が探偵チームに3段構えの挑戦状を叩きつけてきた。犯人の指示に従って杏奈を救出すべく、秋葉原のコスプレパレード、渋谷のスクランブル交差点、原宿の寺院など東京各地を奔走する探偵チーム。しかし、ジャックと野田の2名は脱落してしまう。杏奈の誘拐事件を仕掛けたのは「CRIMASTER」ランキング第1位で正体不明の探偵組織「Q」。実行犯は、「Q」に操られていた指名手配犯の村田昭であった。
タン・レンとチン・フォンは杏奈が囚われている場所を龍Q館（首都圏外郭放水路）と特定。杏奈は首都圏外郭放水路の立坑の底に囚われていたのであった。しかし、村田はチン・フォンの前に立ちはだかるとともに、自らの命を絶つ。タイミングよくその場に警視庁警視正の田中直己が到着、チン・フォンは村田の殺害容疑で現行犯逮捕される。
実は、杏奈の誘拐事件は「Q」の一員でもある田中の策略であった。「Q」は組織を挙げてチン・フォンをスカウトしようとしており、村田の三段構えの挑戦状は「Q」の選考試験を兼ねていた。しかし、チン・フォンは「Q」への加入を断る。
チン・フォンは留置場で、事件解決の手がかりに気づく。さらに、事件の真相を解明すべく野田は、タイに戻る密航船をタン・レンに手配する。一方、ジャックも事件の謎を解明すべく、中国・黒龍江省綏化市に向かう。古巣のタイに戻ったタン・レンは、弟子のリン・モウに連れられ、謎の美少女スノーと再会。スノーは、事件解決のヒントをタン・レンに手渡す。
日本に戻ったタン・レンは野田、香港の女性探偵KIKOと協力し、村田の転落が事故であることを証明した結果、チン・フォンは無事釈放される。そして、「Q」の一員である田中は、警視庁から忽然と姿を消していた。探偵チームは、渡辺が待つ法廷に向かう。そこで、渡辺の意外な過去と、スーチャーウェイの殺人事件の真相が明らかにされる。

## キャスト

### 探偵チーム
- タン・レン（唐仁）[注釈 2]： ワン・バオチャン（王宝強）、日本語吹替 - 前田剛[5]
本シリーズの主役。自堕落な性格で、大ボラ吹きの自称探偵。もともとバンコクの中華街に在住していた。危険な反則技[注釈 4]を繰り出すカンフー「莫家拳（ばくかけん）」の使い手で、身長は低いがケンカに強く、風水の知識も有する。甥のチン・フォンとチームを組んで難事件の解決に当たる。中国語とタイ語が話せるが、英語は話せない。
- チン・フォン（秦風）[注釈 1]：リウ・ハオラン（劉昊然）（幼少期：リン・ムーラン（林沐然）[注釈 5]）、日本語吹替 - 神谷浩史[5]
本シリーズのもうひとりの主役で、中国の警察学校の学生。叔父のタン・レンとのチームで推理アプリ「CRIMASTER」世界第2位。驚異的な記憶力と推理力を発揮するが、滑舌が若干悪く、緊張すると言葉に詰まり始める。本作では「Q」の罠にかけられ、龍Q館で発生した村田昭の転落死の容疑者として逮捕されてしまう。
- 野田 昊（のだ・ひろし）[注釈 6]：妻夫木聡、日本語吹替 - 妻夫木聡[5]
日本の男性探偵で、本作では主役。キザなナルシスト。チン・フォン、タン・レンのチームと推理アプリ「CRIMASTER」世界第2位の座を争っている。日中混血で日本語と流暢な英語、中国語が話せる。実家は裕福で、母親は日本で最も財産を所有する女性である。
- ジャック・ジャー（傑克・賈）：トニー・ジャー、日本語吹替 - 浪川大輔[5]
タイの探偵で元刑事。推理アプリ「CRIMASTER」世界第9位。今回はCRIMASTERの謎を解くために、密室殺人の謎解きに挑戦する。
- KIKO：シャン・ユーシエン（尚語賢）、日本語吹替 - 池田海咲
推理アプリ「CRIMASTER」世界第5位の香港の女性探偵で、ハッキングを得意とする。前作では髪の色が緑だったが、本作では赤や紫に変わっている。
- リン・モウ（林默）：ロイ・チウ（邱澤）、日本語吹替 - 清水優譲
タン・レンの弟子で、別名「林黒犬」。推理アプリ「CRIMASTER」世界第4位。タン・レンが日本から密航船でタイに戻った際に、手助けをする。

### 黒龍会
日本のヤクザ。ニューチャイナタウンの再開発をめぐり、東南アジア商会と対立する。
- 渡辺 勝：三浦友和（若年期：鬼塚俊秀）、日本語吹替 - 三浦友和[5]
日本のヤクザ・黒龍会の組長。密室殺人の容疑をかけられたため、事件の解決を探偵の野田昊に依頼した。
- 大犬 孝（おおいぬ・たかし）[注釈 7]：六平直政
黒龍会のヤクザで、頭まで刺青を入れている。責任感の強いタイプで、すぐにドスを取り出し、指詰めをして責任を取ろうとする。
- 犬童（いぬどう）[注釈 8]：酒向芳
大犬と常に行動をともにする黒龍会のヤクザ。
- 渡辺 勝の義父：奥田瑛二
黒龍会の先代組長。渡辺を娘の琴子と再婚させる。

### 東南アジア商会
表向きはビジネスマンを装うタイのマフィア。
- スーチャーウェイ（蘇察維、英語表記：Su Chaiwit）：平山日和（ILHWA）[注釈 9]
「東南アジア商会」の会長。東京・居水堂で発生した密室殺人事件の被害者となる。
- 小林杏奈：長澤まさみ（幼少期：チャン・シーラン（張熙然）[注釈 10]）、日本語吹替 - 長澤まさみ[5]
本作のマドンナ。東南アジア商会会長・スーチャーウェイ（蘇察維）の秘書。スーが密室殺人事件により殺害された後、「Q」が仕掛けた誘拐事件に巻き込まれてしまう。
- ボッチャイ（英語表記：Botchai）[注釈 8]：秋山成勲
スーチャーウェイの右腕で、東南アジア商会のチームを率いる。護身用にスタンガンを持ち歩く危険な人物。

### 謎の探偵組織「Q」
- 田中直己：浅野忠信、日本語吹替 - 浅野忠信[5]
事件解決率100％を誇る日本最年少の警視正で、裏の顔は「Q」のメンバー。村田を使ってチン・フォンを罠にはめ、「Q」に加入するように勧誘する。
- 村田 昭：染谷将太、日本語吹替 - 染谷将太[5]
強姦殺人容疑で指名手配されている男で、「Q」の一員である田中に利用される。小林杏奈を誘拐し、チン・フォンたちに3段構えの挑戦状を叩きつける。チン・フォンたちを龍Q館におびき寄せ、最後に自ら命を絶つ。
- ソン・イー（宋義）：シャオ・ヤン（肖央）[注釈 11]、日本語吹替 - 関口雄吾
「小鮮肉」[注釈 12]の名前で推理アプリ「CRIMASTER」にも参加している。前作で、妹の失踪に関与した男に復讐を果たした。本作の終盤に「Q」のメンバーであることが明かされる。
- IVY：チャン・チュンニン（張鈞甯）
花屋の店主の娘で、「Q」のメンバー。本作ではあまり出番はない。
- 「Q」：アンディ・ラウ（劉徳華）、日本語吹替 - 内田夕夜
「Q」のリーダー。本作はエンディングのみの出演。

### 五大霊童探偵チーム
「五大霊童探偵チーム」 は、本シリーズからスピンオフしたネット配信動画の主要キャスト。本作では東南アジア商会、黒龍会から追いかけられるタン・レンとチン・フォンを助けるため、スーパーカーに乗って登場する。
- 野田昊二：チェン・チョーユエン（中国語版）（陳哲遠）、日本語吹替 - 岩中睦樹
野田昊の弟で、五大霊童探偵チームのチームリーダー。
- ルー・ジンジン（陸菁菁）：ソンソ（程瀟）
五大霊童探偵チームで唯一の女性メンバー。
- 山本佑太 ：ヴィクター・マー（中国語版）（馬伯騫）
日本の内閣官房長官の一人息子で、野田昊二のマネージャー。
- 柳風 ：リー・ミンシュエン（李明軒）[注釈 14]
日本の大手飲食サービス会社の社長の息子。ニックネームは「大風」。
- チェン・ティエンシュン（程天順）：ツイ・ユーシン（崔雨鑫）[注釈 15]
日本の大規模医院グループの会長の一人息子。

### 東京中央総合病院
スーチャーウェイの遺体が安置されている病院。居水堂に残されていた凶器と照合するため、タン・レン、チン・フォン、野田が潜入する。さらに、なぜかジャックとコンビを組んだボッチャイ、黒龍会の大犬・犬童、警視庁の田中も乱入し、院内で大騒動を巻き起こす。
- 細身の看護師[注釈 16]：長井短
当直の看護婦。乱入騒動に巻き込まれ、ボッチャイのスタンガンで気絶させられて納体袋に入れられた上、ストレッチャーに載せられてエレベーター内でひどい目に遭わされる。
- 太めの看護師[注釈 17]：マリアユリコ
同じく当直の看護婦。こちらは騒動に巻き込まれなかった。

### 他のキャスト
- 川村芳子：鈴木保奈美（一人二役）
双子の妹。東京地検特捜部の主任検事。野田から依頼を受け、村田転落事件の調査を行う。
- 川村晴子：鈴木保奈美（一人二役）
双子の姉。裁判官で、スーチャーウェイの密室殺人事件の審理を担当している。
- 吉本由紀：松浦佐知子
渡辺とスーチャーウェイが密会した居水堂の女将。その後、謎の変死を遂げる。
- 中華街の銭湯受付嬢：橋本マナミ
カメオ出演。黒龍会が利用する、中華街の銭湯の受付嬢。花魁のような着物を着ている。
- コスプレ店の店主：樹林伸
カメオ出演。秋葉原のコスプレ店の店主で、「じっちゃんの名に賭けて!」が口癖。
- 力士：田代良徳
村田が探偵チームに仕掛けた罠として、原宿・大英寺でタン・レンとチン・フォンの前に立ちはだかる。
- 刑事：KENROKU、宇治清高
- 野田の弁護士：新井敬太[8]
- スノー（思諾）[注釈 18]：チャン・ツィフォン（張子楓）、日本語吹替 - 米本早希
1作目に登場した謎の美少女。本作では、密航船でバンコクに戻ったタン・レンに、教会で事件解決のヒントを与える。
- 林奈：ジャニス・マン（文詠珊）
小林杏奈の母親で中国人。いちごケーキの万引きで有罪となり、獄中で亡くなる。
- チン・フォンの父親：チャン・グオチャン（中国語版）（張国強）[注釈 19][注釈 20]
チン・フォンの父親で、1作目以来の登場。冤罪で中国の警察に逮捕され、投獄されている。
- 水上バイクの美女：クララ (女優)
Qの謎を解くために現場に向かうジャックに、水上バイクを強奪される。
- 中国警察学校の男性面接官：ドン・チェンペン（中国語版）（董成鵬、別名：大鵬）[注釈 21][注釈 22]
- 中国警察学校の女性面接官：チェン・ジーシー（中国語版）（陳祉希）[注釈 23]
チン・フォンが中国の警察学校を受験したときの面接官。1作目でも登場する。
- 検察官：松角洋平
- 横浜中華街の通行人：楊婕

## 音楽
| 曲名                                                       | 作詞                                             | 作曲                 | 編曲                                     | 歌                                               |
| ---------------------------------------------------------- | ------------------------------------------------ | -------------------- | ---------------------------------------- | ------------------------------------------------ |
| 搖滾唐人街（チャイナタウン・ロック）（オープニングテーマ） | 王家杰・任盈潔                                   | 王宗賢・下川和己     |                                          | 汪蘇瀧                                           |
| Welcome to TOKYO                                           | michiko                                          | T.Kura、michico      | T.Kura、michico                          | 三代目 J Soul Brothers from EXILE TRIBE          |
| 路辺的野花不要採                                           | 林煌坤                                           | 李俊雄               |                                          | 趙雅萱                                           |
| 万里長城永不倒                                             | 盧國沾                                           | 黎小田               |                                          | 葉振棠                                           |
| ペガサス幻想                                               | 竜真知子                                         | 松澤浩明・山田信夫   |                                          | MAKE-UP                                          |
| おどるポンポコリン                                         | さくらももこ・亜蘭知子                           | 織田哲郎             |                                          | B.B.クィーンズ                                   |
| 葫芦娃                                                     | 姚礼忠                                           | 呉応炬               |                                          | 上海市少年宮合唱隊                               |
| On My Way                                                  | 胡小鷗                                           | サージー（薩吉）     | 胡小鷗                                   | サージー（薩吉）                                 |
| 人間の証明のテーマ                                         | 原詩：西條八十、英訳：角川春樹、英詞：ジョー山中 | 大野雄二             |                                          | ジョー山中                                       |
| Heal The World                                             | マイケル・ジャクソン                             | マイケル・ジャクソン | マイケル・ジャクソン                     | マイケル・ジャクソン                             |
| 酷你吉娃（こんにちは）（エンディングテーマ）               | 南征北戦NZBZ                                     | 南征北戦NZBZ         | 南征北戦NZBZ                             | 南征北戦NZBZ                                     |
| 恭喜発財2020（イメージソング、エンディングテーマ）         | アンディ・ラウ、李安修                           | 陳德建               | ジェームズ・タン（丁偉斌）、アダム・リー | アンディ・ラウ、ワン・バオチャン、リウ・ハオラン |

## 公開延期と公開後の反響
2019年11月27日、本作の予告編とポスターが正式に公開された。中国では2020年1月25日に公開予定であったが、新型コロナウイルス蔓延の影響で公開が1年以上延期され、コロナ禍後初の旧正月となる2021年2月12日に公開された。
中国における本作公開後の反響は極めて大きく、前売券の売上が9億6800万人民元（約158億円）、公開初日の興行収入が10億4200万元（約170億円）、そして公開後6日間興行収入は約35億6200万人民元（約584億円）に達した。2021年の中国旧正月期間の興行収入ランキングのトップ作品に輝き、中国映画全体としても歴代興行収入5位という驚異的な記録を叩き出した。
本作の中国国外における配給は、制作会社の万達影視（ワンダ・メディア）とワーナー・ブラザースが提携して実施される予定である。2021年5月17日、日本での公開が同年7月9日に決定したことに併せて予告編とポスタービジュアルが公表された。

## 次作の制作
当初は本作をもってシリーズ終了となる予定とされていたが、本作の公開後に次作が製作されることが判明した。
それまで、本シリーズのエンディングでは必ず、次作の舞台となる都市を明示してきた（第1作：ニューヨーク、第2作：東京）。本作では、エンディングにビッグベンとロンドン・アイのシーンが登場している。
このことから、次作はロンドンを舞台に制作される方向で検討されていると見られる。また監督のチェン・スーチェンは、次作でもアンディ・ラウが登場する可能性をSNS上で示唆している。ただし、チェン・スーチェンは別のSF作品の監督に注力するため、本シリーズの監督を降板する可能性も併せて示唆している。

## 撮影と渋谷スクランブル交差点のオープンセット建設
日本では渋谷、新宿、秋葉原、横浜中華街などでロケが行われた（詳細は次項にて詳述）。小林杏奈（長澤まさみ）が村田（染谷将太）に誘拐されて地下に囚われているシーンは、首都圏外郭放水路の「調圧水槽（防災地下神殿）」及び「第一立坑」で撮影されている。
本作の日本ロケにおいては安全性などの問題もあり、実際の「渋谷スクランブル交差点」の道路利用許可申請を警察に行うことができなかった。本作の渋谷スクランブル交差点のシーンは、オープンデッキの2階建てバスに乗ったタン・レンとチン・フォンが渋谷スクランブル交差点で大量のお札をバラまくというものであり、道路交通法第77条第2項における道路封鎖を認める条文「現に交通の妨害となるおそれはあるが公益上又は社会の慣習上やむを得ないものであると認められるとき」
の要件を満たすことがそもそも不可能だった。
同様の理由で渋谷スクランブル交差点のオープンセット建設を模索していた日本映画『サイレント・トーキョー』とNetflixドラマ『今際の国のアリス』と本作の3作品合同により、栃木県足利市五十部町（よべちょう）にある「足利競馬場」跡地に、渋谷スクランブル交差点を実物大で再現した本物さながらの撮影用セットを建設した。後述の公的報告書においては、「同作品（本作）がなければこの地（足利市）で撮影されることはなかったことが推測される」とまで言及されている。
撮影用セットは2019年7月から建設が始まり、9月ごろに完成した。建設を担当した映像美術会社「ヌーヴェルヴァーグ」によると、大きさは約120メートル×約110メートル超の巨大規模となり、道路や周辺施設は実寸大で再現された。

## 撮影トリビア
- タン・レンとチン・フォンが来日する飛行機内部のシーンは、千葉県成田市にある「ナリタリア747ハンガー」で撮影された[6]。
- 冒頭の成田国際空港の到着シーンは、危険な乱闘シーンが入るため安全性を考慮した結果、実際の空港ではなく、名古屋国際会議場のエントランスロビーに作られたセットで撮影された[6][20]。空港のシーンにおけるアクション指導を行ったのは、本シリーズ全作でアクション監督を務めるウー・ガン（伍剛）である[6][20]。
- タン・レン、チン・フォン、野田が空港から乗車する電車は、埼玉高速鉄道2000系電車である（車内撮影に使用されたのは「2707」[注釈 31]である）。実際の埼玉高速鉄道2000系の車両は埼玉高速鉄道、東京メトロ南北線、東急目黒線で運用されているが、空港には乗り入れていない。
- 探偵チームは成田国際空港から直通の地下鉄で新宿駅に到着したという設定になっているが、タン・レンが降車してジャックが取り残されるシーンをよく見ると、車内から埼玉高速鉄道鳩ヶ谷駅の表示が見える。その直後に、新宿駅南口の階段のカット（東南アジア商会がデモを行っているシーン）に移動する。なお、実際に地下鉄だけで成田国際空港から新宿駅に移動するためには、京成成田空港線から京成押上線を経て都営地下鉄浅草線までは直通で行けるが、浅草線は新宿駅に乗り入れていないので、最低でも1回は乗り換えが必要になる。
- 黒龍会が利用している銭湯は、中華街に存在するという設定になっている。中華街の場所は本作ではあえて明示されていないが、撮影に使用された場所は横浜中華街であり、善隣門が映っている。
- 銭湯のセットは上質の木材を使った精巧なものであったが、撮影に使用されたのはわずか2日間であった[6][20]。
- 事件の舞台となる「居水堂」は、浜離宮恩賜庭園の「中島の茶屋」である。
- タン・レンとチン・フォンが秋葉原で借りたコスプレ衣装は、中国アニメ『ひょうたん童子』（原題：葫芦兄弟）のものである。1980年代の切り紙アニメで、中国では今でも懐かしむ人が多い作品である。
- タン・レンとチン・フォンが通り抜けるパチンコ店は、歌舞伎町にあるマルハン新宿東宝ビル店である。
- その次のシーンでタン・レンとチン・フォンが走り抜ける地下鉄の駅は、首都圏新都市鉄道つくばエクスプレス秋葉原駅である。都内に2店舗しか存在しない山崎製パン直営のランチパックSHOPが背景に映り込んでいることから容易に特定できる。ただし、その次の乗車シーンはつくばエクスプレスではなく、埼玉高速鉄道の車両を使用している。
- タン・レンが「原宿・大英寺」の庭園で力士に投げ飛ばされるシーンは、実際には兵庫県の圓教寺で撮影された[6]。
- ジャックが「原宿・大英寺」の内部で剣道の剣士多数と闘うシーンは、実際には兵庫県の亀山本徳寺の内部で撮影された[6]。
- 野田の実家の豪邸は、群馬県高山村にある大理石村ロックハート城で撮影された[6]。
- 黒龍会・東南アジア商会が商店街で乱闘するシーンは、2か所で撮影されている。1か所（冒頭の東京の乱闘シーン）は浜松市有楽街[6]、もう1か所（タン・レンが黒龍会に追いかけられるシーン）は栃木県宇都宮市のオリオン通りである。
- 東南アジア商会によるスーチャーウェイ追悼集会は、オリオン通りにあるオリオンスクエアで撮影された[6]。
- 渡辺の裁判が開廷された裁判所のシーンは、裁判所内部が名古屋市役所、法廷は名古屋国際会議場内に組まれたセット内で撮影された[6]。
- 裁判所周辺で東南アジア商会がデモを起こすシーンは、山梨県庁で撮影された[6]。
- 杏奈の母親がいちごケーキを万引きするシーンは、埼玉県深谷市の深谷商店街で撮影された[6]。
- スーチャーウェイの黒いメルセデス・ベンツSクラスは、異なる車両が2台使用されている。スーチャーウェイが居水堂から東京中央総合病院に搬送される際に使用された車両はW222型のS550[21]、事件発生後に「山手中央警察署」の屋上にビニールシートをかけて留置されている保管車両は先代のW221型のAMG S65[22]である。いずれの車両にも同一のナンバープレート（練馬355み99-99）が装着されているが、山手中央署の留置車両は撮影用の模造ナンバープレート（劇用ナンバープレート）を装着していると見られる[注釈 32]。

## その他製作について
- 日本ではシリーズ3作目に当たる本作から上映されるため、冒頭に本シリーズ1作目と2作目のあらすじを示したダイジェスト版動画が挿入されている。
- 本作は中国作品であるため、映画の冒頭に国家新聞出版広電総局（国家電影局）による検閲証（公映許可証）[注釈 33]が表示される。本作の日本版でも、配給元のアスミック・エースのロゴの後に公映許可証が表示される。
- 映画評論家のくれい響によると、中国では私立探偵が違法とされるため、探偵ものが当局の検閲に抵触しない内容にするためには、中華人民共和国成立より前の時代設定にするか、架空のSF設定にせざるを得ないという[注釈 34][6]。そのため、本作の製作に携わった東宝の古澤佳寛は、本シリーズで各国のチャイナタウンを舞台に探偵の活躍を描くという発想は、検閲の厳しい中国における表現の自由度を高めるためだったのではないかと推測しており、非常に冴えた発想だと高く評価している[6][20]。
- 古澤は2021年7月3日にTBS系列で放映された『新・情報7daysニュースキャスター』のインタビューにおいて、本作の検閲についてはまず脚本段階で中国当局の審査が入り、完成後に再度、中国当局によるセリフなどの審査が存在したことを明らかにしている。また、同じインタビューにおける古澤の発言によると、渋谷のスクランブル交差点のシーンのアイデアが出た際、日本側は中国側に「（交通量の多い渋谷スクランブル交差点を完全封鎖して撮影するのは）無理ですよ」と伝えた。しかし、中国側のプロデューサーチームは納得せず、最初の段階では「なぜ政治家や警察にお金（裏金）を払わないのか」と言われたという。そのため、日本側は「日本はそもそもそういう文化（裏金を払って物事を解決する文化）じゃないから、それはむしろ捕まりますよ」と中国側を説得した。最終的に中国側（チェン・スーチェン監督）がスクランブル交差点のシーンを絶対に撮るという意志が固かったことから、足利のオープンセットの建設に至ったという。

## 本作に関する公的報告書
本作は内閣府が実施する「外国映像作品ロケ誘致プロジェクト」の支援対象作品であり、製作費の一部に日本の税金が投入されている。そのため、フジサンケイグループの広告代理店であるクオラスによって外国映画のロケ誘致の経済効果に関わる調査が実施された。調査結果は、本作の日本ロケに関する詳細な内容の公的報告書として、首相官邸のWebサイトで公開されている。以下、この報告書をもとに本作の日本ロケに関するデータを抜粋する。

### 本作における日本ロケの基礎データ
本作の総制作費約65億円のうち、日本における制作費は約31億円であった。うち、内閣府が実施する「外国映像作品ロケ誘致プロジェクト」の支援額が4800万円含まれている（消費税別）。実質的な撮影期間は2019年8月23日から2019年10月26日までの64日間。その他、中国国内のロケが13日間、タイでのロケが4日間実施された。また、本作の製作元である万達影視（ワンダ・メディア）、上海騁亜 (Shanghai Shin Asia)、壹同制作（イートン）の3者の共同出資により、日本における映画製作用資産管理会社（SPC）が設立されている。

### 撮影地と撮影日程
| 撮影地                                          | 撮影日数 |
| ----------------------------------------------- | -------- |
| 東京都（東京タワー、浜離宮、秋葉原、渋谷 など)  | 32       |
| 愛知県（名古屋国際会議場）                      | 7        |
| 栃木県（足利市、宇都宮市、大谷石採掘場跡 など） | 6        |
| 埼玉県（春日部市、龍Q館）                       | 6        |
| 兵庫県（姫路市、圓教寺、神戸 など）             | 5        |
| 山梨県                                          | 2        |
| 神奈川県（横浜中華街）                          | 2        |
| 茨城県                                          | 1        |
| 静岡県（伊豆）                                  | 1        |
| 千葉県（成田市、ナリタリア747ハンガー）         | 1        |
| 群馬県（大理石村ロックハート城 など）           | 1        |

### 本作の日本ロケによる経済効果
本作の日本ロケがもたらした経済効果について、同報告書では直接効果が約30億円、第1次間接波及効果が約92億円、第2次間接波及効果が約928億円、総合効果は約1051億円と推計している。